# Черно море
ФК «Черно море» («Чорне море») — болгарський футбольний клуб з міста Варна.

## Історія
Клуб засновано 18 лютого 1945 року внаслідок об'єднання клубів «Тича» (заснований 21 січня 1919) і «Владислав» (заснований 1 травня 1921) з назвою ТП-45 (Тича Владислав 45).
У 1947 році чергове об'єднання з клубом «Приморець» і команда була перейменована ТВП-45 (Тича Владислав Приморець-45).
Як представник військово-морського флоту тодішньої Болгарії клуб був перейменований ще кілька разів — «Ботєв» (1948—1949), «Ботєв при ВМС» (1949—1950), ВМС (1950—1955), СКНА (1956—1957), АСК Ботєв Варна (1957—1959), АСК «Черно море» (з 1959).
Після об'єднання з клубом «Академік» 1969 року клуб був перейменований у ФСФД «Черно море».
У 1985 році на основі флотсько-студентського спортивного товариства сформовано футбольний клуб «Черно море», який почав розвиватися самостійно.

## Досягнення
Чемпіонат Болгарії
- Срібний призер (1): 2024

Кубок Болгарії
- Володар (1) 2015.
- Фіналіст (2) 2006, 2008

## Виступи в єврокубках
| Сезон   | Змагання        | Раунд   | Клуб            | Вдома | На виїзді | В сукупності |
| ------- | --------------- | ------- | --------------- | ----- | --------- | ------------ |
| 1982    | Кубок Інтертото |         |                 |       |           |              |
| 1982    | Кубок Інтертото | Група 1 | Стандард        | 2–0   | 1–3       | 3-є місце    |
| 1982    | Кубок Інтертото | Група 1 | Баєр 04         | 1–1   | 0–3       | 3-є місце    |
| 1982    | Кубок Інтертото | Група 1 | Відовре         | 2–0   | 1–1       | 3-є місце    |
| 2007    | Кубок Інтертото | 2Р      | Македонія       | 4−0   | 3−0       | 7−0          |
| 2007    | Кубок Інтертото | 3Р      | Сампдорія       | 0−1   | 0−1       | 0−2          |
| 2008–09 | Кубок УЄФА      | 1КР     | Сан-Жулія       | 4−0   | 5−0       | 9−0          |
| 2008–09 | Кубок УЄФА      | 2КР     | Маккабі Нетанья | 2−0   | 1−1       | 3−1          |
| 2008–09 | Кубок УЄФА      | 1Р      | Штутгарт        | 1−2   | 2−2       | 3−4          |
| 2009–10 | Ліга Європи     | 2КР     | Іскра-Сталь     | 1−0   | 3−0       | 4−0          |
| 2009–10 | Ліга Європи     | 3КР     | ПСВ             | 0−1   | 0−1       | 0−2          |
| 2015–16 | Ліга Європи     | 2КР     | Динамо Мінськ   | 1−1   | 0−4       | 1−5          |

Примітки
- 1КР: Перший кваліфікаційний раунд
- 2КР: Другий кваліфікаційний раунд
- 3КР: Третій кваліфікаційний раунд
- 1Р: Перший раунд
- 2Р: Другий раунд
- 3Р: Третій раунд